# Terror (Schiff, 1813)
Die HMS Terror war eine von Henry Peake entworfene und von der Royal Navy in der Davy-Werft in Topsham 1813 gebaute Bombarde. Das Schiff von entweder 326 oder 340 Tonnen trug zwei Mörser, die ein Kaliber von 13 bzw. 10 Zoll hatten. Sie nahm am Britisch-Amerikanischen Krieg teil.
Nach ihrer Außerdienststellung als Kriegsschiff wurde die Terror umgebaut und als Forschungsschiff in der Arktis und der Antarktis eingesetzt. Zuletzt nahm sie zusammen mit der Erebus an der Franklin-Expedition teil. Nachdem die Schiffe jahrelang im Kanadisch-Arktischen Archipel im Eis festgesessen hatten, wurden sie vermutlich im Jahr 1848 von ihrer Mannschaft aufgegeben.
1992 wurde von Kanada die vermutete Untergangsstelle der beiden Schiffe zu einem Ort von nationaler Bedeutung, zu einer National Historic Site of Canada, erklärt.
Das Wrack des Schiffs wurde im September 2016 fast 100 km südlich dieser vermuteten Untergangsstelle in der Terror Bay, einer Bucht von King William Island, gefunden.

## Kriegsdienst
Die Terror wurde im Britisch-Amerikanischen Krieg eingesetzt. Unter dem Kommando von John Sheridan nahm sie am Bombardement von Stonington vom 9. bis 12. August 1814 und dem von Fort McHenry in der Schlacht von Baltimore vom 13. bis 14. September 1814 teil; der zweite Angriff inspirierte Francis Scott Key, The Star-Spangled Banner zu schreiben. Im Januar 1815 war die Terror am Angriff auf St. Marys beteiligt.
Nach Kriegsende wurde die Terror außer Dienst gestellt. 1828 wurde sie für den Dienst im Mittelmeer wieder flott gemacht. Am 18. Februar 1828 lief sie an einer Leeküste bei Lissabon auf Grund; auf ihre Reparatur folgte die erneute Außerdienststellung.

## Einsatz in der Arktis
Bombarden waren stabil gebaut, um dem enormen Rückstoß der Mörser standzuhalten. Dieser Umstand qualifizierte diese Schiffe für den Dienst in den Polarregionen. 1836 ging das Kommando über die Terror an George Back, der eine Expedition in den nördlichen Teil der Hudson Bay unternehmen und die Repulse Bay erreichen sollte, von wo aus Landungsgruppen bestimmen sollten, ob Boothia eine Insel oder eine Halbinsel war. Die Terror konnte die Repulse Bay jedoch nicht erreichen und überstand den Winter vor der Southampton-Insel nur knapp, nachdem sie durch das Eis einmal über 13 m weit an einer Klippe hochgehoben worden war. Im Frühling 1837 wurde das Schiff durch einen Eisberg weiter beschädigt, bis Back es an der Küste Irlands bei Lough Swilly stranden lassen konnte.

## Ross-Expedition zur Antarktis

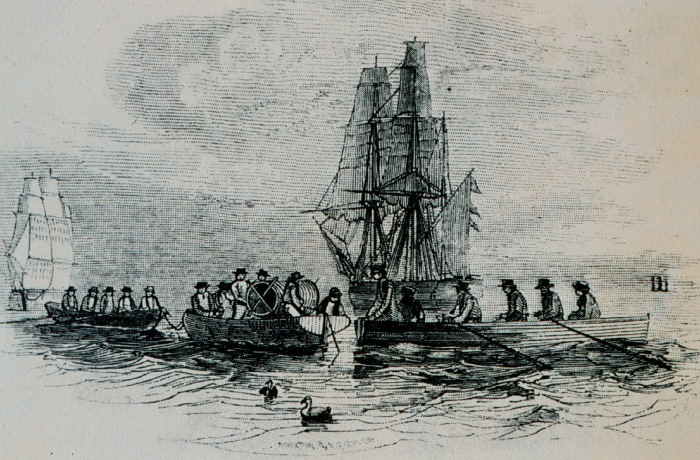
Boote von Erebus und Terror 1840 unter Captain James Clark Ross in der Antarktis

Die Terror wurde repariert und zu einer Antarktisreise abkommandiert, die sie gemeinsam mit der HMS Erebus unter dem Oberkommando von James Clark Ross unternahm. Francis Crozier war der Kommandant der Terror während dieser Fahrt, die zwischen 1840 und 1843 drei Saisons umfasste. Dabei drangen die Terror und die Erebus dreimal in antarktische Gewässer vor und erreichten zweimal das Rossmeer und einmal die Weddell-See. Der Vulkan Mount Terror und der Terror-Gletscher auf der Ross-Insel wurden nach dem Schiff benannt.

## Verschwinden auf der Franklin-Expedition
Die Erebus und die Terror wurden beide mit 20-PS-Dampfmaschinen, Meerwasserentsalzungsanlagen zur Versorgung der Maschinen und der Besatzungen mit Frischwasser und Eisenplatten am Rumpf ausgerüstet, um für die Reise in die Arktis unter John Franklins Oberkommando gerüstet zu sein – die Terror fuhr wieder unter Francis Crozier. Die Expedition sollte magnetologische Daten in der kanadischen Arktis sammeln und die erste vollständige Durchquerung der Nordwestpassage durchführen, die sowohl schon von Osten als auch von Westen kartiert, jedoch nie auf ihrer ganzen Länge durchfahren werden konnte.

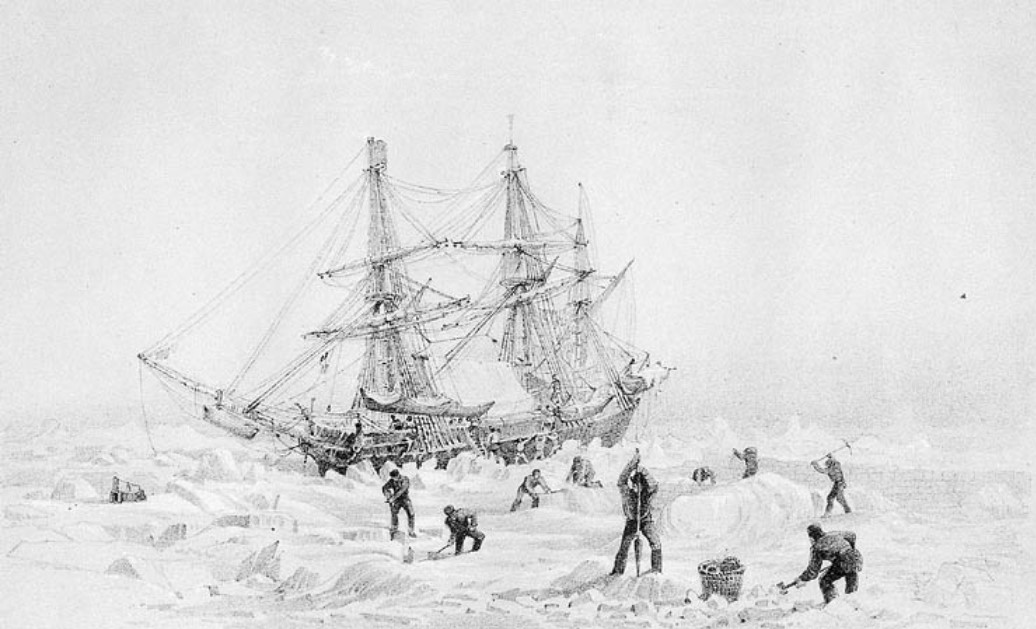
HMS Terror in der Arktis (Gravur nach einer Zeichnung von George Back, circa 1836/37)

Die Expedition brach am 19. Mai 1845 in Greenhithe auf; die Schiffe wurden zuletzt im August 1845 von einem Walfänger gesehen, als sie in die Baffin Bay einfuhren.

## Suche
Nachdem die Expedition auch nach drei Jahren nicht – wie vorgesehen – den Westen Nordamerikas erreicht hatte, löste dies massive Suchaktivitäten in der Arktis aus. Das Schicksal der Männer wurde von einer Reihe von Expeditionen zwischen 1848 und 1866 aufgedeckt. Beide Schiffe waren im Eis eingefroren und von ihren Mannschaften verlassen worden, die versuchten, über das zugefrorene Meer nach Fort Resolution zu gelangen – einem Außenposten der Hudson’s Bay Company, 970 Kilometer im Südwesten. Dabei starben alle an Hunger und Erschöpfung. Bis in die späten 1980er Jahre wurden noch weitere Expeditionen zur Aufklärung der Katastrophe entsandt. Dabei zeigten die Autopsien von aufgefundenen Leichen der Expeditionsteilnehmer, dass die Männer teilweise an Lebensmittelvergiftungen starben. Die Konservennahrung und wohl auch das Trinkwasser (durch das Lötmaterial der Dosen bzw. durch die Bleirohre der Schiffsentsalzungsanlagen) waren durch Blei vergiftet gewesen oder möglicherweise durch Botulinumtoxin verdorben. Mündliche Berichte von lokalen Inuit, dass einige Mannschaftsmitglieder Kannibalismus praktiziert hätten, wurden zumindest teilweise dadurch bewiesen, dass man an Skelettüberresten, die man am Ende des 20. Jahrhunderts auf der King-William-Insel fand, Schnittspuren entdeckte – verursacht von Stahlklingen, die die Inuit zu dieser Zeit noch nicht besaßen.
Am 15. August 2008 kündigte Parks Canada, eine Behörde der kanadischen Regierung, an, eine sechswöchige Suche für 75.000 kanadische Dollar zu unternehmen. Eine Flotte bestehend aus dem Eisbrecher CCGS Sir Wilfrid Laurier, der Akademik Sergey Vavilov und mehreren Beibooten startete 2014 mit dem Ziel, die zwei Schiffe zu finden.
Anfang September 2014 wurden die Überreste der Erebus entdeckt, das Wrack der Terror konnte damals jedoch nicht gefunden werden.

## Fund
Im September 2016 – fast 170 Jahre nach ihrem Untergang – wurde das sehr gut erhaltene Wrack der HMS Terror in der Terror Bay, einer Bucht im Süden von King William Island, gefunden – weitab der bislang vermuteten Lage. Entdeckt wurde es etwa 60 Seemeilen nördlich der Position der HMS Erebus in 24 Metern Meerestiefe auf der Position 68° 54′ N, 98° 56′ W. Zu dem Fund führte ein Hinweis, demzufolge zwei Männer aus Gjoa Haven während eines Jagdausflugs in der Terror Bay ein großes Stück Holz aus dem Eis ragen gesehen hatten, das einem Mast glich. Einer der Männer, Sammy Kogvik, heuerte sechs Jahre später auf einem Forschungsschiff für die Arctic Research Foundation an, das auf der Suche nach der HMS Terror war. Aufgrund seines Berichts entschloss man sich, auf dem Weg zum nördlichen Ende der Victoria Strait – dem Ort, an dem die Terror mutmaßlich aufgegeben wurde und wo seither hauptsächlich nach ihrem Wrack gesucht worden war – in der Terror Bay zu suchen. Dort konnte man das Wrack mittels Sonar lokalisieren und bereits teilweise mit einem Tauchroboter erkunden.

## Fernsehserie
Nach der HMS Terror ist die Fernsehserie The Terror benannt, welche die historische Franklin-Expedition der HMS Erebus und der HMS Terror, ergänzt um phantastische Elemente, thematisiert. Neben dem Namen des Schiffs gab auch der „Terror“ (Schrecken) der Expedition der Fernsehserie ihren Namen.